# Silphiodaucus
Silphiodaucus es un género de plantas herbáceas perteneciente a la familia Apiaceae.

## Distribución
El área de distribución nativa de este género es Europa central, oriental y meridional.

## Taxonomía
Fue descrito originalmente por Borís Kozo-Polianski como Daucus sect. Silphiodaucus y publicado en Bulletin de la Société Impériale des Naturalistes de Moscou, n.s. 29: 211, en 1916, actualmente, es tanto un sinónimo como un basónimo de este; y ulteriormente, sería elevado a género por Krzysztof Spalik, Aneta Wojewódzka, Łukasz Banasiak, Marcin Piwczyńskiy y Jean-Pierre Reduron en Taxon 65(3): 578, en 2016.

#### Etimología
Silphiodaucus: nombre genérico que se deriva de la combinación de dos palabras; Silphium vocablo latino, proveniente del griego σίλφιον (sílphion); "silfio o laser", y Daucus; "zahanoria", proveniente del griego δαύκος (daûkos), que a su vez se origina, de δαίω (daio); "calentar o quemar".

## Especies
Comprende 2 especies y 2 subespecies aceptadas:
- Silphiodaucus hispidus (M.Bieb.) Spalik, Wojew., Banasiak, Piwczyński y Reduron, 2016
- Silphiodaucus prutenicus (L.) Spalik, Wojew., Banasiak, Piwczyński y Reduron, 2016
  - Silphiodaucus prutenicus subsp. dufourianus (Rouy y E.G.Camus) Fern.Prieto, García Fresno, Sanna y Cires, 2017
  - Silphiodaucus prutenicus subsp. prutenicus